# Byssotheciella
Byssotheciella — рід грибів. Назва вперше опублікована 1923 року.

## Класифікація
До роду Byssotheciella відносять 2 види:
- Byssotheciella eucalyptina
- Byssotheciella tiliae